# Richard S. Canby
Richard Sprigg Canby (* 30. September 1808 in Lebanon, Ohio; † 27. Juli 1895 in Olney, Illinois) war ein US-amerikanischer Politiker. Zwischen 1847 und 1849 vertrat er den Bundesstaat Ohio im US-Repräsentantenhaus.

## Werdegang
Richard Canby besuchte vorbereitende Schulen und studierte danach zwischen 1826 und 1828 an der Miami University in Oxford. Anschließend war er im Handel beschäftigt. Nach einem Jurastudium und seiner 1840 erfolgten Zulassung als Rechtsanwalt begann er in Bellefontaine in diesem Beruf zu arbeiten. Gleichzeitig schlug er als Mitglied der Whig Party eine politische Laufbahn ein. In den Jahren 1845 und 1846 war Canby Abgeordneter im Repräsentantenhaus von Ohio. Bei den Kongresswahlen des Jahres 1846 wurde er im vierten Wahlbezirk von Ohio in das US-Repräsentantenhaus in Washington, D.C. gewählt, wo er am 4. März 1847 die Nachfolge von Joseph Vance antrat. Bis zum 3. März 1849 konnte er eine Legislaturperiode im Kongress absolvieren. Diese war anfangs noch von den Ereignissen des Mexikanisch-Amerikanischen Krieges geprägt.
Nach seiner Zeit im US-Repräsentantenhaus arbeitete Richard Canby in der Landwirtschaft. 1856 schloss er sich der Republikanischen Partei an. Seit 1863 lebte er in Olney (Illinois), wo er wieder als Anwalt praktizierte. Im Jahr 1867 wurde er zum Richter im zweiten Gerichtsbezirk von Illinois gewählt. Diesen Posten bekleidete er für einige Jahre. Anschließend arbeitete er erneut als Rechtsanwalt. Im Jahr 1882 zog er sich in den Ruhestand zurück. Er starb am 27. Juli 1895 in Olney, wo er auch beigesetzt wurde.